# Hipowolemia
Hipowolemia (łac. hypovolaemia) – stan, w którym w łożysku naczyniowym znajduje się zbyt mała ilość płynu (krwi) do jego objętości, tym samym nie zapewnia wystarczających warunków do funkcjonowania układu sercowo-naczyniowego.
Stopień wypełnienia naczyń najbardziej odbija się na powrocie żylnym a tym samym na możliwości napełniania prawej komory określanej przez obciążenie wstępne prawej komory (lub ciśnienie napełniania prawej komory). Ponieważ serce jest pompą tylko tłoczącą (nie ssącą), jeśli ciśnienie to spadnie poniżej 3–4 cm słupa wody, serce pracuje „na pusto” i nie jest w stanie zapewnić tkankom odpowiedniej ilości krwi. Stan taki, jak długo jeszcze pacjent jest wydolny krążeniowo, nazywa się hipowolemią. Kiedy zaczynają się objawy niewydolności, nazywa się już wstrząsem hipowolemicznym. Ciśnienie napełniania prawej komory ocenia się orientacyjnie przez obserwację napełnienia naczyń szyjnych, obiektywny jest pomiar ośrodkowego ciśnienia żylnego.
Powodów utraty objętości płynu wewnątrznaczyniowego może być wiele, np:
- utrata krwi
  - krwawienie zewnętrzne
  - krwawienie wewnętrzne
- utrata płynu wewnątrzkomórkowego bez utraty krwinek
  - odwodnienie z powodu zbyt małej podaży płynów lub ich zbyt dużej utraty
  - ucieczka płynu poza obręb naczyń krwionośnych (do tzw. trzeciej przestrzeni)
- zaleganie krwi w patologicznie poszerzonych naczyniach.

Mechanizmy kompensacyjne umożliwiają funkcjonowanie organizmu przy zmniejszonej objętości płynu wewnątrznaczyniowego. Polegają one na redystrybucji płynu z tkanek, z komórek, obkurczeniu naczyń żylnych (gł. skórnych, trzewnych i mięśniowych) i skierowaniu go do krążenia centralnego.
Określenie „zbyt mała” nie oznacza konkretnej wartości poniżej prawidłowej objętości krwi, ponieważ istnieją stany, w których ulega patologicznemu powiększeniu objętość naczyń (anafilaksja, SIRS, neurogenna wazodylatacja) i, pomimo prawidłowej objętości krwi, prawa komora jest słabo napełniana, a serce pracuje „na pusto”. Dlatego stworzono pojęcia:
- hipowolemia bezwzględna – obniżona jest objętość krwi;
- hipowolemia względna – objętość krwi, mimo że prawidłowa, nie wystarcza do wypełnienia patologicznie powiększonego łożyska naczyniowego.

Możliwe są sytuacje, kiedy występuje kombinacja obu zjawisk: np. odwodnienie z powodu gorączki, połączone z porażeniem naczyń w przebiegu sepsy, a oba stany wyzwolone przez zapalenie płuc.